# Suckow (Mecklembourg)
Suckow est une ancienne municipalité allemande du land de Mecklembourg-Poméranie-Occidentale et l'arrondissement de Ludwigslust-Parchim.